# 小行星10891
小行星10891（10891 Fink）是一颗绕太阳运转的小行星，为主小行星带小行星。该小行星于1997年8月30日发现。

## 轨道参数
小行星10891的轨道半长轴为2.2897701 UA，离心率为0.125。